# ويليام فلويد
ويليام فلويد (بالإنجليزية: William Floyd)‏ هو رياضياتي أمريكي، ولد في القرن العشرين.